# Винаровски височини
Винаровските височини е плоско възвишение в Северозападна България, Западна Дунавска равнина, област Видин.
Винаровските височини се издигат в най-северната част на Западната Дунавска равнина и са разположени между Видинската низина на югоизток и Бреговско-Новоселската низина на северозапад. На североизток се спускат стръмно към десния бряг на Дунав в района на селата Флорентин и Ясен, а на югозапад достигат до долината на Делейнска река, ляв приток на Тополовец. Дължината им от североизток на югозапад е около 10 км, а ширината от северозапад на югоизток – около 7 км. Максимална височина 232.6 м, разположена на 1 км южно от село Гъмзово.
Възвишението е изградено от сарматски варовито-глинести и плиоценски песъчливо-глинести, почти хоризонтални пластове, припокрити от кватернерни чакълесто-глинести седименти.
Климатът е умерено-континентален със сравнително студена зима и топло лято. От възвишението във всички посоки се спускат малки и къси дерета, оттичащи се към Дунав, Делейнска река, Видинската и Бреговско-Новоселската низина.
Почвите са основно черноземни, върху които се развива интензивно земеделие – основно зърнени култури и големи лозови масиви.
В центъра на височините е разположено село Винарово, а по периферията – селата Флорентин, Ясен, Неговановци, Майор Узуново, Калина и Гъмзово.
През югозападната част на височините, на протежение от 7,4 км преминава участък от второкласен път от Държавната пътна мрежа Видин – Гъмзово – Брегово.

## Топографска карта
- Лист от карта L-34-142. Мащаб: 1 : 100 000.